# Campaña de las Islas del Almirantazgo
La Campaña de las Islas del Almirantazgo, también conocida por su nombre clave de Operación Brewer, consistió en una serie de batallas que se sucedieron durante la Campaña de Nueva Guinea en el transcurso de la Segunda Guerra Mundial, las cuales permitieron a la 1.ª División de Caballería de los Estados Unidos ocupar las Islas del Almirantazgo, que se encontraban bajo la ocupación del Imperio japonés.
El general Douglas MacArthur aceleró su plan para capturar las Islas del Almirantazgo y ordenó un reconocimiento en fuerza inmediatamente después de recibir los informes de los pilotos aliados, en los que se comunicaba que no había señales de actividad enemiga en las islas y que estas, posiblemente habían sido evacuadas. La campaña comenzó el 29 de febrero de 1944 cuando una fuerza desembarcó en Los Negros, la tercera isla más grande del archipiélago. Al utilizar una playa aislada y pequeña donde los japoneses no habían anticipado un ataque, los aliados lograron obtener la sorpresa táctica, pero poco después se dieron cuenta de que las islas no habían sido evacuadas en absoluto. A partir de allí se desencadenó una furiosa batalla por el control de las islas.
Finalmente, la superioridad aérea y el control del mar permitieron a los aliados reforzar en gran medida su posición en Los Negros. Así fue como la 1.ª División de Caballería pudo terminar ocupando todas las islas. La campaña concluyó oficialmente el 18 de mayo de 1944. La victoria aliada completó el aislamiento de la base japonesa más importante en Rabaul, la cual era el objetivo final de las campañas aliadas de 1942 y 1943. En las islas se construyó una base naval y una base aérea que resultaron ser un punto de partida importante para las campañas de 1944 en el Pacífico.

## Antecedentes

### Geografía

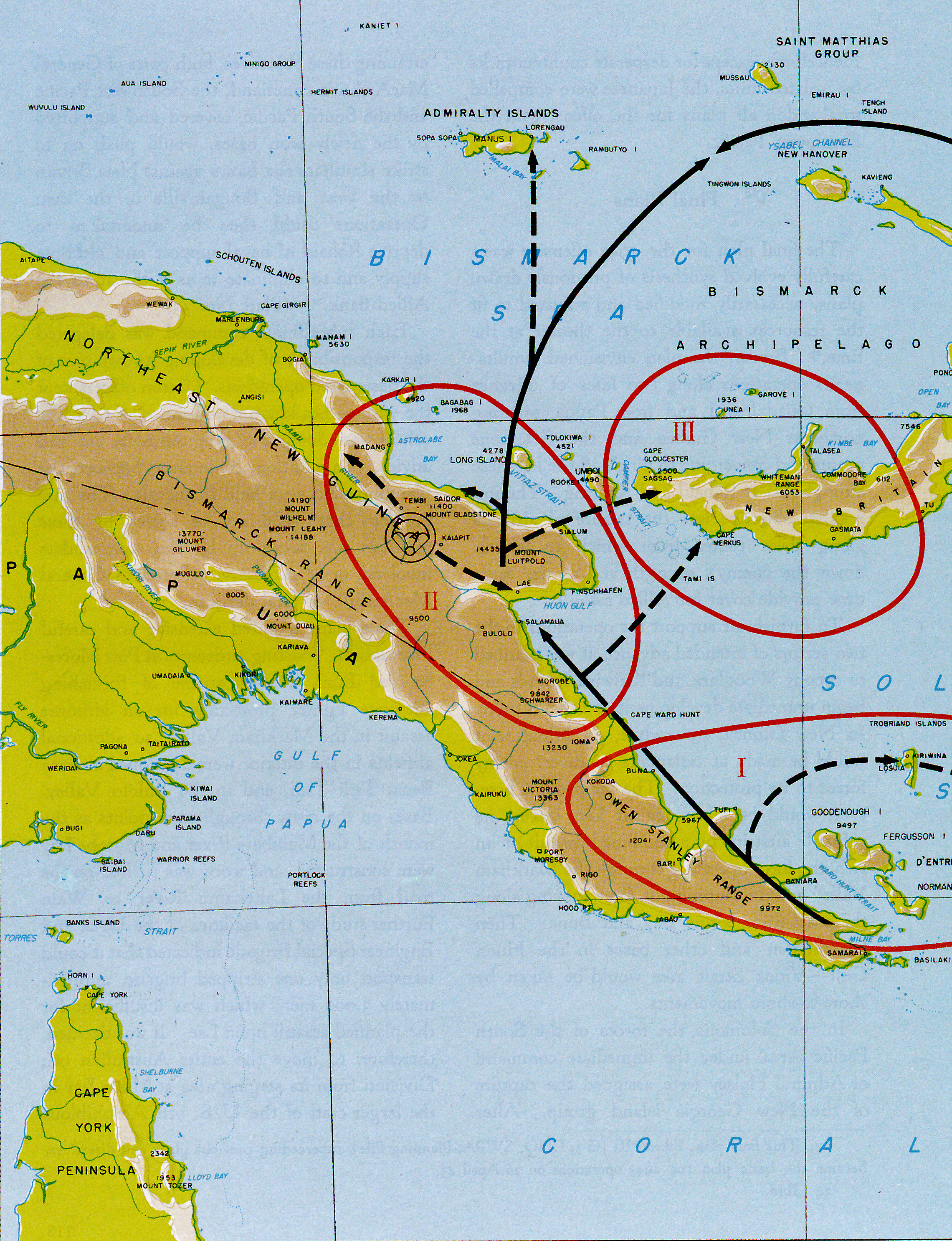
Plan Elkton III, marzo de 1943. Las Islas del Almirantazgo están en la parte central superior del mapa.

Las Islas del Almirantazgo se encuentra a 320 km al noreste de la isla principal de Nueva Guinea y a 580 km al oeste de Rabaul, a tan solo dos grados al sur del ecuador. El clima es tropical, con altas temperaturas casi todo el año, altos niveles de humedad y una precipitación anual de 3900 mm. También son comunes las tormentas eléctricas. La temporada de monzones del noroeste es entre diciembre y mayo, con vientos predominantes de esta dirección.
La isla más grande del archipiélago es la Isla Manus, la cual tiene una extensión de 79 km de este a oeste y 26 de norte a sur. El interior es montañoso, con picos que se elevan por encima de los 900 m y están cubiertos por una densa selva tropical. La en ese entonces poco conocida costa estaba llena de arrecifes. La costa consistía en gran parte de manglares. Los Negros está separada de Manus por el estrecho Pasaje de Loniu. La isla contiene dos importantes puertos propios, Papitai en la costa oeste, la cual se conecta con Seeadler Harbour, y Hyane, en la costa este. Los dos están separados por un pozo arenoso de 46 metros de ancho. Allí los nativos construyeron un skidway sobre el cual podía arrastrar canoas entre los dos puertos. Los Negros tiene forma de herradura, formando un rompe olas natural para Seeadler Harbour, el resto del cual está rodeado por Manus y una serie de islas menores. La entrada principal era a través de un pasaje de 2,4 km de ancho entre las islas Hauwei y Ndrilo. Seeadler Harbour tiene unos 32 km de ancho de este a oeste y unos 9,7 km de norte a sur, con una profundidad de hasta 37 metros.

### Planes aliados

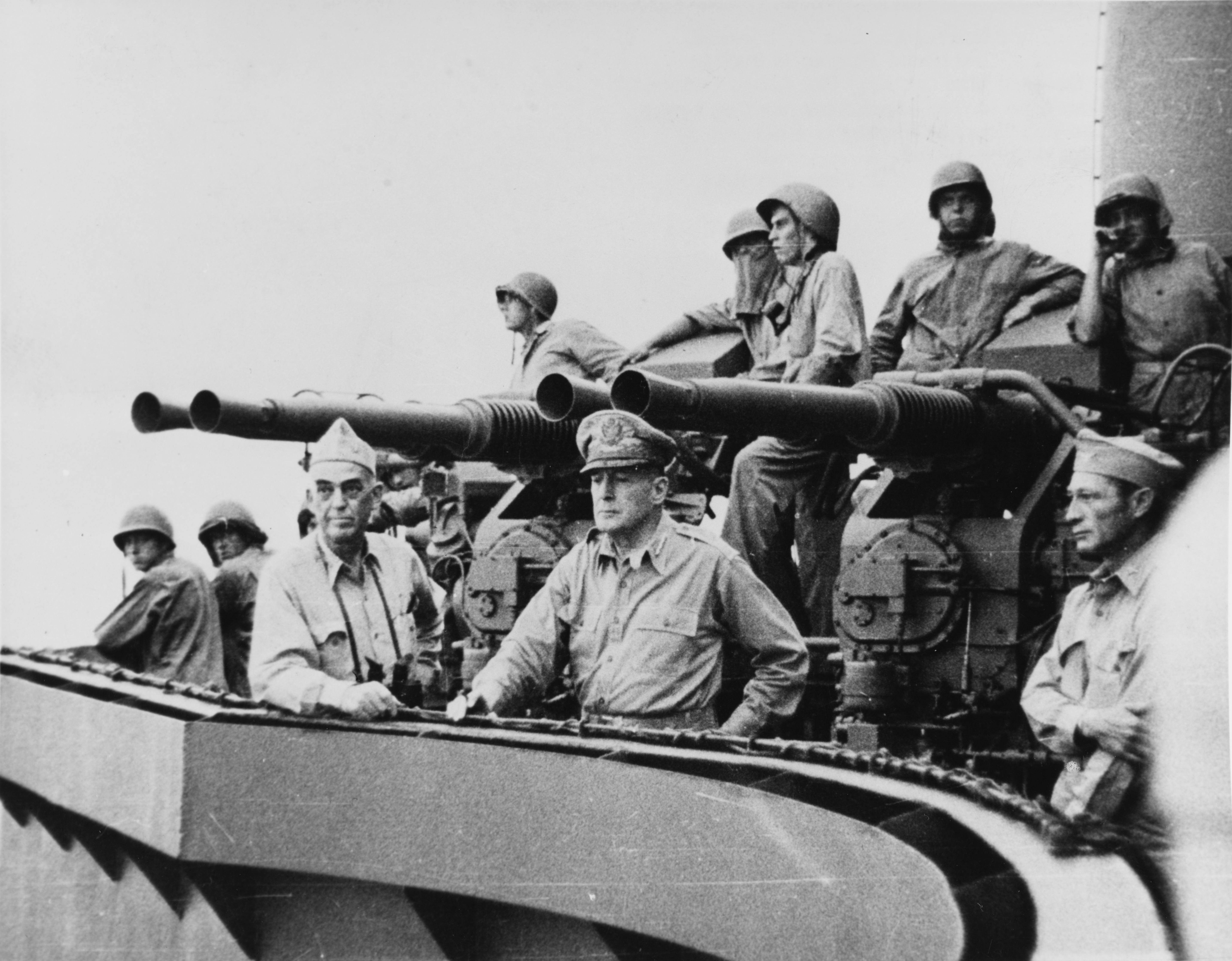
El vicealmirante Thomas C. Kinkaid (centro izquierda) con el general Douglas MacArthur (centro) en la cubierta del USS Phoenix durante el bombardeo previo a la invasión de la Isla Los Negros.

En julio de 1942, el Estado Mayor Conjunto aprobó una serie de operaciones contra el bastión japonés en Rabaul, el cual bloqueaba cualquier avance aliado a lo largo de la costa norte de Nueva Guinea hacia las Filipinas o hacia el norte en dirección de la principal base japonesa en Truk. De acuerdo con la estrategia aliada de Europa primero, el objetivo inmediato de estas operaciones no era la derrota de Japón sino que simplemente se buscaba la reducción de la amenaza que representaban los aviones y buques de guerra japoneses estacionados en Rabaul para las comunicaciones marítimas entre los Estados Unidos y Australia. En marzo de 1942, por un acuerdo entre las naciones aliadas, el Frente del Pacífico fue dividido en el Área del Pacífico Sudoeste, bajo el mando del general Douglas MacArthur, y las Áreas del Océano Pacífico, bajo el mando del almirante Chester W. Nimitz. Rabaul estaba dentro del área de MacArthur pero las operaciones iniciales en las Islas Salomón del sur estaban dentro de la región de Nimitz. La reacción japonesa fue más violenta de lo anticipada y pasaron varios meses hasta que la Campaña de Guadalcanal llegara a una conclusión exitosa. Al mismo tiempo, las fuerzas del general MacArthur -principalmente australianas- tuvieron que luchar contra una serie de ofensivas japonesas en Papúa: la Campaña del Sendero de Kokoda, la batalla de la Bahía de Milne, la batalla de Buna-Gona y la batalla de Wau.
En la Conferencia Militar del Pacífico de marzo de 1943, el Estado Mayor Conjunto aprobó la versión final del Plan Elkton del general MacArthur para un avance sobre Rabaul. Debido a una escasez de recursos, en especial de bombarderos pesados, la fase final del plan, la captura misma de Rabaul, fue pospuesta hasta 1944. Para julio de 1943, el Estado Mayor Conjunto estaba considerando la posibilidad de neutralizar y no tomar Rabaul, pero la armada aún necesitaba una base para su flota de avanzada. Las Islas del Almirantazgo, que formaban parte del Plan Elkton, podían ser utilizadas para este propósito, ya que contaban con áreas planas para pistas de aterrizaje, espacio para instalaciones militares, y Seeadler Harbor, la cual era lo suficientemente grande como para acomodar una fuerza de asalto naval. El 6 de agosto de 1943, el Estado Mayor adoptó un plan que buscaba la neutralización y no así la captura de Rabaul, y fijó la fecha para la invasión de las Islas del Almirantazgo para el 1 de junio de 1944.
| Task Force Brewer Assault Echelon Units Brigadier General William C. Chase - 2nd Squadron, 5th Cavalry Regiment - Battery B, 99th Field Artillery Battalion - 673rd Anti-Aircraft Machine Gun Battery (Airborne) - Reconnaissance Platoon, HQ Troop, 1st Cavalry Brigade - Communications Platoon, HQ Troop, 1st Cavalry Brigade - 1st Platoon, Troop B (Clearing), 1st Medical Squadron - 30th Portable Surgical Hospital - ANGAU Detachment - Air Force Detachment - Naval Gunfire Support Party - Air Liaison Party |

A lo largo de enero de 1944, los aviones de AirSols con base en las Islas Salomón y los aviones de la Real Fuerza Aérea Australiana (RAAF según sus siglas en inglés) con base en Kiriwina mantuvieron una sostenida ofensiva aérea contra Rabaul. Bajo una continua pero implacable presión, las defensas japonesas comenzaron a debilitarse, permitiendo a los aliados desembarcar en las Islas Verdes, situadas a un poco más de 160 km de Rabaul, el 15 de febrero. El 16 y el 17 de febrero, la Fuerza de Operaciones 58 de la Flota del Pacífico de los Estados Unidos atacó la principal base japonesa en Truk. La mayoría de los aviones japoneses fueron traídos de vuelta para defender Truk y el 19 de febrero fue el día en que se dieron las últimas intercepciones significativas de aviones aliados sobre Rabaul. Mientras tanto, el 13 de febrero, el general MacArthur había dado la orden para la invasión de las Islas del Almirantazgo, bajo el nombre código de Operación Brewer, la cual había sido fijada para el 1 de abril. Las fuerzas asignadas incluían a la 1.ª División de Caballería; la División No. 73 de la RAAF que debía proveer apoyo aéreo cercano; el 592.º Regimiento de Botes y de Costa; el 1.er Batallón de Tractores Anfibio del Cuerpo de Marines de los Estados Unidos; y varios batallones de construcción naval («Seabees», para construir la base naval -un total de 45 000 soldados. Sin embargo, el 23 de febrero de 1944 tres bombarderos B-25 Mitchell de la Quinta Fuerza Aérea volaron bajo sobre Los Negros. Los pilotos reportaron que no había señales de actividad y que las islas habían sido evacuadas. El teniente general George Kenney, el comandante de las Fuerzas Aéreas Aliadas en el Área del Sudoeste del Pacífico, se dirigió a MacArthur y propuso que las islas fueran ocupadas rápidamente por una fuerza pequeña. Según Kenney: «El general me escuchó un buen rato, caminando de atrás para adelante mientras yo hablaba y él asentía de vez en cuando con la cabeza. De pronto se detuvo y me dijo: "Esto pondrá el corcho sobre la botella".
El 24 de febrero de 1944 se enviaron órdenes para que un escuadrón reforzado de la 1.ª División de Caballería realice un reconocimiento en fuerza en cinco días. Si efectivamente las Islas del Almirantazgo habían sido evacuadas, serían ocupadas y se construiría allí una base. Si el enemigo era más fuerte de lo esperado, entonces la fuerza podía ser replegada. El general MacArthur y el vicealmirante Thomas C. Kinkaid, el comandante de las Fuerzas Navales Aliadas en el Área del Sudoeste del Pacífico, estarían atentos para tomar la decisión, pero de otra manera el mando fue delegado al contraalmirante William Fechteler, el comandante de la VII Fuerza Anfibia del contraalmirante Daniel E. Barbey. Para poder transportarlos, se le ordenó al crucero ligero USS Phoenix que saliera de puerto. En ese momento, el buque se encontraba en Brisbane con 300 de sus tripulantes en tierra. Camiones con megáfonos comenzaron a anunciar la palabra clave llamando a la tripulación. Para poder sorprender al enemigo, y llegar a las Islas del Almirantazgo en apenas cinco días, se necesitaron transportes de alta velocidad (APDs), ya que los Landing Ships, Tank (LSTs) eran demasiado lentos para completar la distancia requerida a tiempo. Solo había tres APDs, el USS Brooks, el USS Humphreys y el USS Sands, cada uno de los cuales podía llevar a 170 hombres. Las tropas restantes fueron transportadas en nueve destructores: el USS Bush, el USS Stevenson, el USS Stockton y el USS Welles. Entre los destructores y los APDs transportaron un total de 1026 soldados.
| Task Force Brewer Supporting Echelon Units Colonel Hugh Hoffman - 5th Cavalry Regiment (less 2nd Squadron) - 99th Field Artillery Battalion (less Battery B) - 1st Platoon, Troop A, 8th Engineer Squadron - 1st Collecting Troop, 1st Medical Squadron - Signal Detachment, 1st Signal Troop - 40th Naval Construction Battalion - Battery C, 168th Anti-Aircraft Artillery Battalion (Gun) - Battery A, 211th Coast Artillery Battalion (Anti-Aircraft) (Automatic Weapons) - Company E, Shore Battalion, 592nd Engineer Boat and Shore Regiment |

Esta fuerza fue comandada por el brigadier general William C. Chase, comandante de la 1.ª Brigada, 1.ª División de Caballería. Incluía tres pelotones de fusileros y uno de armas pesadas del 2.º Escuadrón, 5.º Regimiento Caballería; un pelotón de la Batería B, 99.º Batallón de Artillería de Campaña con dos obuses de 75 mm; la 673.ª Batería Antiaéreas; y 29 australianos de la Unidad Administrativa de Nueva Guinea (ANGAU por sus siglas en inglés), quienes estaban allí para asistir en la recolección de inteligencia y el tratamiento de la población nativa, de los cuales unos 13 000 vivían en las islas. Una vez que la decisión de quedarse en las islas se hizo conocer, una segunda fuerza con el resto de los 5.º Regimiento de Caballería, el 99.º Batallón de Artillería de Campaña, el 40.º Batallón de Construcción Naval, y 2500 toneladas de suministros partieron de Finschhafen en seis Landing Ships, Tank (LSTs), cada uno arrastrando un LCM de la Compañía E, 592.º EBSR. Cuando un asesor militar expresó su preocupación por asignar una misión tan peligrosa a una unidad que no contaba con experiencia de combate, el general MacArthur recordó cómo el 5.º Regimiento de Caballería había luchado junto a las tropas de su padre en la campaña contra Gerónimo. «Lucharon en aquel entonces [dijo] y lucharán ahora».
La sección G-2 de inteligencia del mayor general Charles A. Willoughby no estaba de acuerdo con la evaluación de los pilotos de que las islas estaban desocupadas. Según datos de Ultra y reportes del Buró de Inteligencia Aliada tras interrogar a civiles locales, el 15 de febrero se reportó que había unas 3000 tropas japonesas en las Islas del Almirantazgo. El 24 de febrero, se reajustó el estimado a 4000 tropas. G-2 atribuyó la falta de cañones antiaéreos a la situación logística japonesa, creyendo que se trataba de una medida para conservar municiones. El teniente general Walter Krueger, el comandante del Sexto Ejército luego recordó que nadie en su cuartel creía que las islas estuvieran desocupadas. En el plan original, un equipo de Alamo Scouts debía hacer el reconocimiento de la isla antes del desembarco. Krueger tenía un equipo de seis Alamo Scouts que habían sido llevados a la costa sur de Los Negros por PBY bajo la cobertura de un bombardeo el 27 de febrero. Los scouts reportaron que la costa sur estaba «plagada de japos».

### Defensas japonesas
La defensa de las Islas del Almirantazgo recayó bajo el Área del Octavo Ejército, con base en Rabaul y bajo el mando del general Hitoshi Imamura. En septiembre de 1943, como resultado de su fracaso en evitar los avances aliados en Nueva Guinea y las Islas Salomón, el Cuartel General Imperial (CGI) había decidido recortar el perímetro defensivo japonés en el Pacífico sur y central a una nueva línea que iba desde el Mar de Banda a las Islas Carolinas. El CGI había asignado a Immamura con la defensa de su porción de la nueva línea, la cual incluía a las islas, el mayor tiempo que sea posible para permitir a la armada y al ejército japonés preparar contraataques "decisivos" en contra de las fuerzas aliadas. El mantener control sobre las Islas del Almirantazgo era crucial para los planes defensivos japoneses, ya que si los aliados tomaban posesión de las islas esto pondría a la importante fortaleza japonesa en Truk dentro del alcance de bombarderos pesados. El CGI le dio a Inamura hasta mediados de 1944 para completar las preparaciones defensivas de comando, en una decisión que parecía indicar que los japoneses no esperaban que los aliados atacasen las islas tan rápido. A esas alturas la unidad japonesa más grande en las islas era el 51.º Regimiento de Transporte, el cual había llegado a Los Negros en abril.
Imamura procuró refuerzos para las Islas del Almirantazgo a finales de 1943 y a principios de 1944. En octubre de 1943 solicitó una división de infantería para las islas, pero no había ninguna disponible. Una segunda propuesta para transferir el 66.º regimiento desde las Palaus, donde estaba siendo reconstruido tras sufrir fuertes bajas, a las Islas del Almirantazgo tampoco llegó a concretarse ya que se cree que el CGI consideraba que el Octavo Ejército necesitaba esta unidad con mayor urgencia. La Armada Imperial Japonesa también rechazó la sugerencia de Imamura de enviar una fuerza especial de desembarco naval a las islas. El CGI aprobó el emplazamiento del 66.º Regimiento en el lugar en enero de 1944 para reforzar las defensas de la región luego de los desembarcos aliados en Arawe y Saidor a mediados de diciembre y principios de enero respectivamente, pero este movimiento fue cancelado luego de que uno de los buques que llevaban los refuerzos para el regimiento fuera hundido por el USS Whale con fuertes pérdidas humanas el 16 del mismo mes. Luego de este desastre Imamura instruyó a la 38.ª División que despache un batallón a las islas, y 750 hombres del 2.º Batallón, el 1.er Regimiento Independiente Mixto llegó allí en la noche del 24/25 de enero. Un segundo intento por enviar un batallón de infantería y uno de artillería al lugar se vio frustrado por ataques aéreos y de submarinos aliados, pero los 530 soldados del 1.er Batallón, 229.º Regimiento de Infantería de la 38.ª División llegaron la noche del 2 de febrero. La mayoría de estos movimientos de tropas fueron detectados por la inteligencia aliada.
Para cuando los aliados desembarcaron, las fuerzas del Ejército Imperial Japonés consistían en el 51.º Regimiento de Transporte bajo el mando del coronel Yoshio Ezaki, quien también era el comandante general de la guarnición en la isla; el 2.º Batallón, 1.er Regimiento Independiente Mixto; 1.er Batallón, 229.º Regimiento de Infantería; y elementos de la 14.ª Base de la Fuerza Naval de la Armada Imperial Japonesa. La G-2 aliada había identificado la presencia de todas estas unidades en las islas, pese a que su designación no conocida en todo momento. Mientras que el 1.er Batallón, 229.º Regimiento de Infantería era veterano de varias campañas, no carecía del equipamiento adecuado y no contaba con los cañones de artillería de su batallón. El 2.º Batallón, 1.er Regimiento Independiente Mixto estaba comandado por oficiales reservistas que habían visto acción en China, pero la mayoría de los hombres que lo conformaban eran reservistas que habían sido llamados recientemente y no contaban con experiencia en combate.
El 51.º Regimiento de Transporte había construido una pista de aterrizaje en Lorengau y comenzado obras en otra, conocida como la pista de Momote, en la plantación de Momote en Los Negros. Lorengau estaba siendo utilizada como un punto de conexión para los aviones que se trasladaban entre Rabaul y las pistas en el noreste de Nueva Guinea. La importancia de las Islas el Almirantazgo para los japoneses aumentó como resultado de los avances aliados en Nueva Guinea y Nueva Bretaña, los cuales bloquearon otras rutas aéreas. Para febrero, ambas pistas de aterrizaje se encontraban cortadas de todo tipo de mantenimiento y las baterías antiaéreas en silencio para poder conservar municiones y ocultar sus posiciones. Ezaki ordenó a sus hombres que no se muevan ni disparen durante el día.

## Batalla de Los Negros

### Desembarco

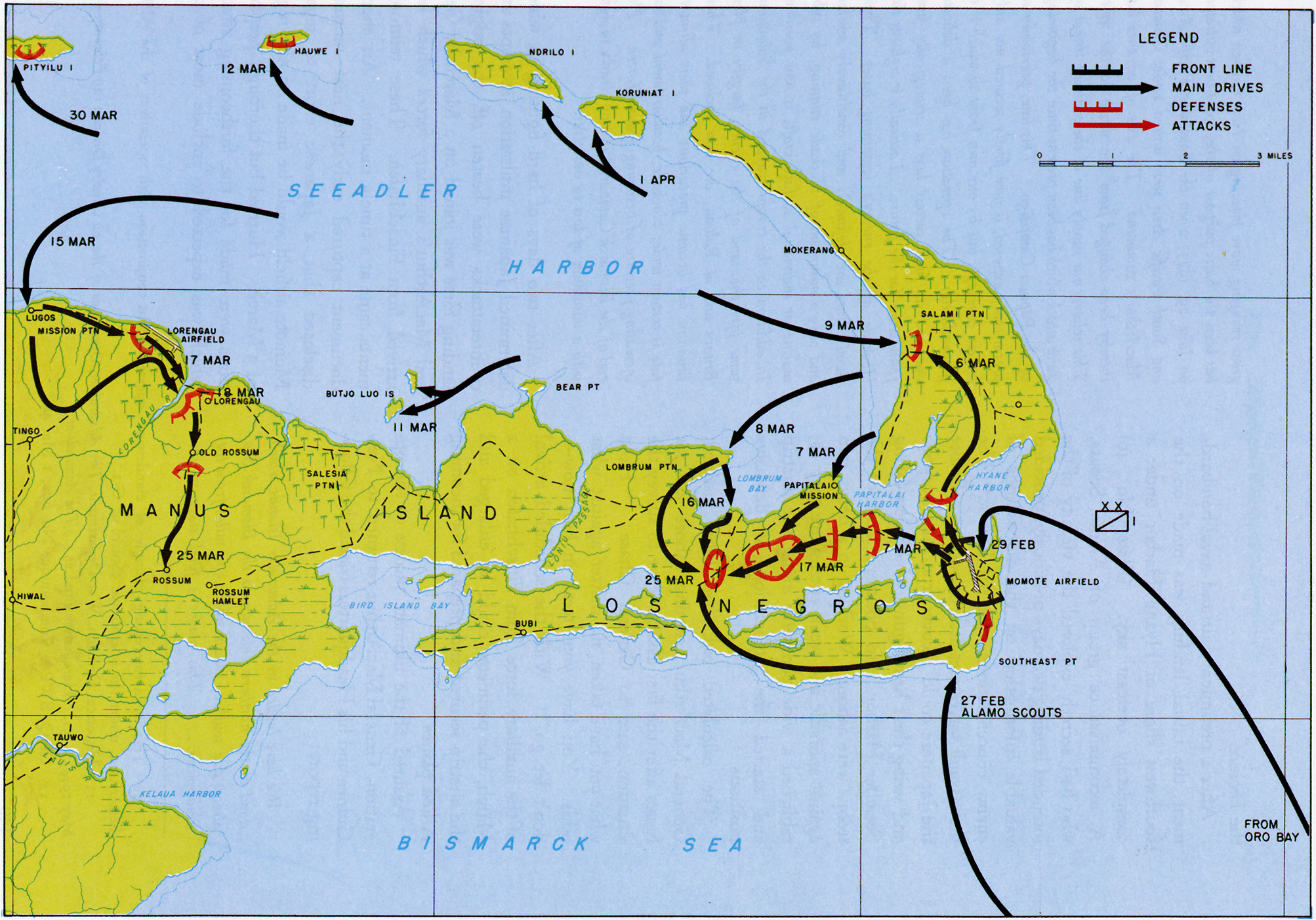
Operaciones militares en las Islas del Almirantazgo, 29 de febrero - 30 de mayo de 1944.

El lugar que se escogió para el desembarco era una pequeña playa en la costa sur de Hyane Harbour, cerca de la pista de aterrizaje de Momote. La pista podía ser tomada rápidamente; pero el área aledaña era un pantano de manglares, y la entrada al puerto era de tan solo 700 m de ancho. «Ya que toda la operación era después de todo una apuesta», dijo Samuel Eliot Morison, «de una vez era mejor que seamos consistentes». La apuesta rindió frutos. Los japoneses no habían anticipado un desembarco en este lugar y el grueso de sus fuerzas estaba concentrado en la defensa de las playas de Seeadler Harbour, en la parte norte de la isla. El 29 de febrero de 1944 el clima estaba nublado con una nubosidad de baja altitud que impidió que se lleve a cabo gran parte del ataque aéreo planificado. Así fue que el bombardeo naval se extendió por otros 15 minutos. Cada APD bajo cuatro LCPRs (Landing Craft, Personnel, Ramped). Cada LCPR estaba cargado al máximo con 37 hombres. Los LCPRs sin blindaje seguían siendo utilizados porque los davits no habían sido reforzados como para llevar los LCVP (Landing Craft, Vehicle, Personnel), que eran más pesados y tenían blindaje.

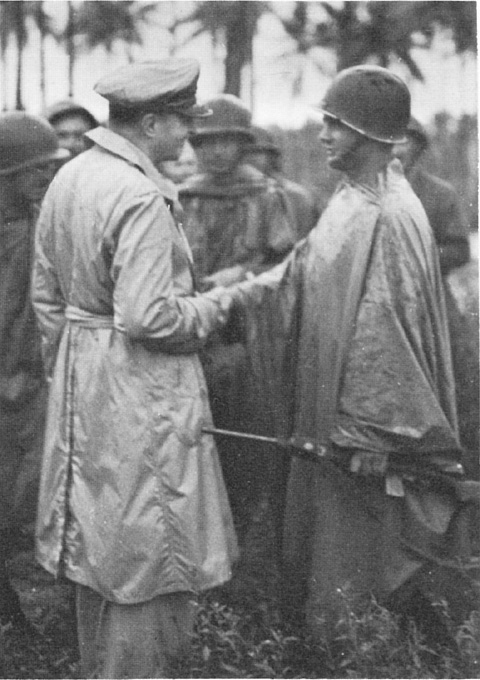
El General Douglas MacArthur condecora al primer hombre en desembarcar en las Islas del Almirantazgo, el Teniente Segundo Marvin J. Henshaw, con la Cruz por Servicio Distinguido.

La primera oleada desembarcó sin bajas a las 08:17, pero una vez terminado el bombardeo los japoneses emergieron de sus trincheras y las ametralladoras y baterías comenzaron a disparar. Los buques de desembarco, al retornar, se vieron atrapados en el fuego cruzado de las ametralladoras enemigas en ambos extremos de la bahía. El fuego se tornó tan intenso que la seguna oleada se vio obligada a retroceder hasta que el enemigo sea suprimido con destructores. El corresponsal de Yank, the Army Weekly describió la escena de esta manera:

«A medida que nos acercábamos al canal, los marinos en la proa nos alertaron para que mantengamos agazapados o si no el viento nos haría caer fuera del barco. Nos agachamos más, maldiciendo, y esperamos. Vino con un crác; disparos de ametralladoras sobre nuestras cabezas. Nuestra barca de desembarco se sacudió mientras los artilleros respondían con los cañones de calibre .30 montados en ambos costados de la barcaza. A medida que giramos en dirección a la playa, algo sólido se encajó en nosotros. «Tumbaron uno de nuestros cañones o algo así», dijo un GI. Había una astilla del tamaño de un medio dólar en el bolso del hombre en frente mío. Al frente se abrió un agujero en el medio de la rampa de desembarco y no había ningún hombre donde antes había cuatro. Nuestra barcaza regresó hacia el destructor que nos había llevado hasta las islas. Salpicaduras blancas de agua se filtraban por el hueco de 6 pulgadas en el portón de madera. William Siebieda, de Wheeling, Virginia Occidental, se bajó de su posición en estribor estrelló su cadera contra el agujero para taparlo. Él estaba disparando hacia la costa con un arma tan rápidamente como los soldados heridos podían pasarle cartuchos cargados. El agua chapoteó a su alrededor, lavándole las piernas y llevándose consigo la sangre de los heridos y convirtiéndola en un frapé rosado.»

Cuatro de los doce LCPRs había sido dañados. Tres fueron reperados rápidamente, pero no se los podía seguir arriesgando, ya que sin ellos, la fuerza de reconocimiento no podía ser evacuada. Según el plan de emergencia, un APD debía entrar al puerto y llevarse a las tropas desde un embarcadero pero esto era sin lugar a dudas una medida desesperada. En el curso de las siguientes horas, las barcazas continuaron haciendo viajes a la playa, pero solo después de confirmar que los destructores habían suprimido el fuego enemigo. La fuerte lluvia hizo más segura a la operación al reducir la visibilidad. El último destructor fue desembarcado a las 12:50. A esa hora, la marina había perdido a dos hombres y sufrido tres heridos.
Por el momento era más seguro estar en la costa. Los soldados de la división de caballería tomaron la pista de aterrizaje. Una oposición esporádica les permitió emplazar ametralladoras anti-aéreas en la playa, descargar suministros, y patrullar el interior. Tres soldados resultaron heridos y dos murieron. A las 16:00, el general MacArthur y el almirante Kinkaid llegaron a la playa. El general realizó una inspección de la posición. Un teniente le advirtió que recientemente habían matado a un francotirador japonés en los alrededores. El general contestó diciendo, «eso es lo mejor que se puede hacer con ellos». Decidió quedarse, ordenando a Chase a mantener su posición hasta que la fuerza de relevo llegase, regresando después al Phoenix. Las fuerzas de Fechteler partieron a las 17:29, luego de que los transportes desembarcaran casi toda su carga y personal y gran parte de la fuerza de bombardeo había consumido todas sus municiones. El USS Bush y el USS Stockton se quedaron para proveer apoyo naval de ser requerido en forma urgente.

### Batalla por la cabeza de playa

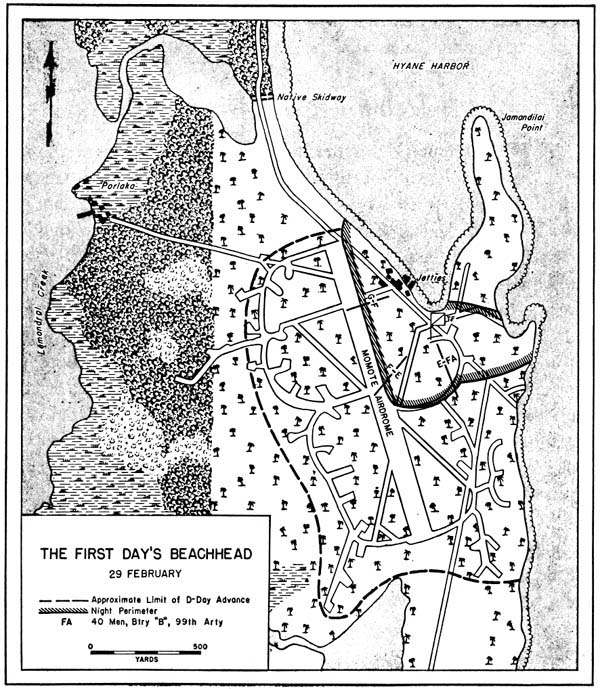
Situación en Los Negros la noche del 29 de febrero de 1944.

Chase replegó sus tropas hacia un perímetro más cerrado. No había alambre de púas, por lo que toda el área debía ser cubierta. El terreno era de coral solidificado, el cual era bueno para la construcción de una base aérea pero dificultaba cavar trincheras. Las doce ametralladoras de calibre .50 fueron emplazadas en el frente. Hubo escaramuzas a lo largo de la noche a medida que pequeños grupos de japoneses trataron de infiltrar la posición. Un lote de municiones aerotransportadas fue solicitada. Un periodo de buen clima permitió que tres B-25s del 38.º Grupo de Bombarderos de Estados Unidos envíe suministros a las 8:30. Cuatro B-17s del 375.º Grupo de Transporte de Tropas entregó tres toneladas de suministros, incluyendo plasma, municiones, granadas y alambre de púas. Algunas de las municiones cayeron fuera del perímetro, pero por alguna razón los hombres que salieron a recogerlas no fueron atacados por los japoneses.
Los aliados no esperaban que los japoneses volvieran a hacer un esfuerzo hasta la noche, pero a las 16:00 se descubrió que una patrulla japonesa había infiltrado el perímetro durante el día y penetrado 32 metros de la posición del general Chase. Un francotirador disparó contra el puesto, y los estadounidenses devolvieron el fuego. El mayor Julio Chiaramonte, S-2 (oficial de inteligencia) de la fuerza de asalto, se dirigió con sus hombres a silenciar al francotirador. A medida que su grupo se acercó a él, se produjo una serie de explosiones. Tres japoneses se suicidaron con granadas de mano, mientras que otro cometió seppuku con su espada. Se contaron quince oficiales y sargentos muertos, incluyendo al capitán Baba, el comandante del batallón japonés que había mandado el ataque la noche anterior. Los japoneses lanzaron otro ataque contra el perímetro a las 17:00, pero solo pudieron hacer un avance modesto ante el fuego estadounidense.
La mañana siguiente llegó la próxima fuerza, seis LSTs, cada uno remolcando un LCM, escoltados por los destructores USS Mullany, USS Ammen y HMAS Warramunga y los destructores dragaminas USS Hamilton y USS Long. Entraron por Hyane Harbour y llegaron hasta playa, recibiendo disparos de mortero mientras lo hacían. LST-202, con una tripulación de la Guardia Costera estadounidense, respondió con cañones de 76 mm y Bofors de 40 mm. Los LST lograron desembarcar en el transcurso de las próximas siete horas. En el proceso, municiones, equipo de construcción y otros suministros se acumularon. Para que los paquetes pudieran ser distribuidos adecuadamente, el general Chase ordenó un ataque para expandir el perímetro. Se solicitó un ataque aéreo, el cual fue llevado a cabo por B-25s del 345.º Grupo de Bombardeo y fueron interceptados por unos quince cazas japoneses. Estos fueron repelidos por ocho cazas P-47 Thunderbolt, los cuales derribaron ocho cazas japoneses. Dos B-17s del 69.º Escuadrón de Transporte de Tropas de los Estados Unidos que estaban en una misión de reabastecimiento también fueron atacados, y aseguraron haber derribado a uno de sus atacantes. Dos de los cuatro escuadrones de B-25 bombardearon áreas ocupadas por tropas estadounidenses, y dos soldados murieron y cuatro resultaron heridos antes de que el 12.º Grupo Aéreo de Apoyo de los EE.UU. pudiera enmendar el error. Ambos escuadrones del 5.º Regimiento de Caballería atacaron a las 15:00. Todos los objetivos fueron completados y se preparó un nuevo perímetro defensivo más grande. El 40.º Batallón de Construcción Naval había desembarcado con la intención de comenzar a trabajar en la pista de Momote. En lugar de ello se les ordenó usar su equipo para limpiar el terreno y construir fortificaciones, y se les asignó una sección del perímetro para que lo defendieran. Se cavaron seis trincheras con una oruga y diez hombres se emplazaron en cada una de ellas. La excavadora hizo una segunda trinchera de 270 metros que se convirtió en una segunda línea defensiva. Los muros de contención de la pista de aterrizaje fueron convertidos en puestos para ametralladoras pesadas.
Los dos destructores dragaminas debía dragar la entrada a Seeadler Harbour entre las islas Hauwei y Ndrilo, pero disparos desde por lo menos un cañón japonés de 4 mm en Hauwei les impidieron entrar en el puerto. El capitán Emile Dechaineux, al mando de los destructores de apoyo a las fuerzas en tierra, hizo regresar al Ammen, Bush, Mullany y Warramunga para que bombardeasen la isla. Los cañones japoneses dejaron de disparar, pero volvieron a hacerlo cuando se hizo otro intento de limpiar el canal. Dechaineux canceló la operación, ordenando a los DMSs a que se le unieran. Los destructores bombardearon los cañones japoneses que cubrían la entrada a Hyane Harbour para que los LSTs pudieran retirarse sin dificultad. Uno de los LSTs partió con entre 20 y 30 camionadas de suministros aún a bordo. Los LSTs no querían quedarse una vez caída la noche porque se esperaba los japoneses volverían a atacar. Dechaineux escoltó a algunos de ellos durante una parte del trayecto hasta que recibió órdenes del almirante Barbery de que el Ammen, el Mullany, el Warramunga y  el Welles se quedasen en el mar. El Ammen y el Mullany bombardearon Hauwei una vez más en la mañana, haciendo estallar un par de depósitos de municiones, pero continuaron recibiendo certeros disparos por parte de cuatro o cinco cañones, y Dechaineux se vio forzado a informar a Barbery que no pudo sobrepasar los cañones de las islas.

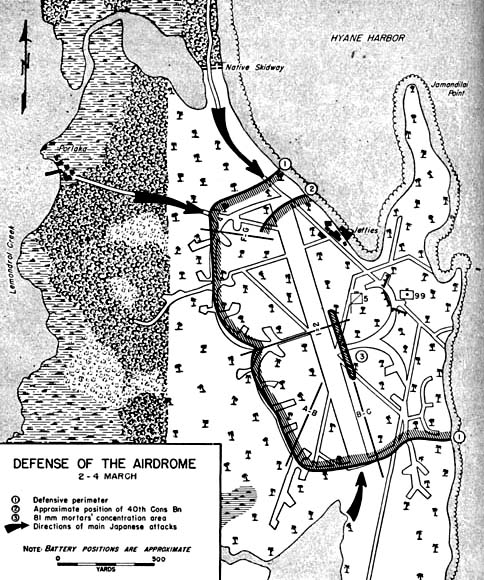
Situación en Los Negros el 2 de marzo de 1944.

El general Krueger estaba muy preocupado por la gravedad de la situación en Los Negros. Como respuesta a una solicitud urgente del general Chase, Krueger se coordinó con el almirante Barbery para que el movimiento del resto de la 1.ª División de Caballería fuera realizado lo más rápidamente posible. A solicitud de Krueger, el 2.º Escuadrón, 7.º de Caballería, viajaría en tres APDs. Otras unidades llegarían el 6 y el 9 de marzo en lugar del 9 y el 16 del mismo mes. Krueger se dio cuenta de que Hyane Harbour era demasiado pequeña para recibir a toda la división, pero había buenas playas en los alrededores de Salami Plantation en la costa oeste de Los Negros. Para poder utilizarlas, y permitir así una operación costa-a-costa contra Manus desde Los Negros, Seeadler Harbour debía ser abierta.
Desde el punto de vista de los japoneses, la batalla tampoco iba muy bien. Los japoneses habían esperado que los aliados desembarcaran en Seeadler Harbour, siendo esta el objetivo estadounidense más lógico, y habían concentrado sus fuerzas alrededor de la pista de aterrizaje de Lorengau. La defensa de la pista de Momote y el puerto de Hyane corría a cargo de la fuerza Baba, organizada alrededor del 1.er Batallón, 229.º Regimiento de Infantería del capitán Baba. El coronel Ezaki ordenó a Baba atacar la cabeza de playa, pero una sospecha de que el desembarco en Hyane Harbour era una distracción, sumada a los falsos reportes de actividad enemiga en Salami, lo hicieron retener el 2.º Batallón (Iwakami) del primer Regimiento de Infantería Independiente allí en lugar de enviarlo a asistir a la Fuerza Baba. Para el 2 de marzo, Ezaki había decidido atacar la cabeza de playa en Hyane con todas sus tropas. Las dificultades impuestas por el terreno, y el fuego por parte de la artillería estadounidense y cañones de los buques aliados, obligaron a posponer el ataque para la noche del 3 de marzo.
A las 21:00, una solitaria aeronave japonesa dejó caer ocho bombas, destruyendo líneas telefónicas. Una vez que regresó, se prendieron unas bengalas amarillas y los japoneses lanzaron un ataque de infantería apoyado con fuego de mortero. En el mar, los destructores fueron atacados por cuatro bombarderos Betty. El 1.er Escuadrón, 5.º de Caballería, fue atacado por unos dos pelotones reforzados, los cuales fueron recibidos con fuego de armas automáticas y morteros. La densidad de la jungla en este sector permitió una leve infiltración, pero la fuerza japonesa simplemente no era lo bastante fuerte como tomar la posición. El ataque principal japonés fue llevado a cabo por el 2.º Batallón, 1.er Regimiento Independiente Mixto, desde la dirección del sendero de los nativos, junto con destacamentos del área de Porlaka, y recayó sobre el 2.º Escuadrón, 5.º de Caballería. Los soldados notaron un cambio en las tácticas japonesas. En lugar de infiltrarse en forma silenciosa, avanzaban campo abierto charlando y, en algunos casos, cantando. Su avance los llevó directamente sobre minas antipersonales y trampas explosivas, las cuales explotaron debidamente, y luego a entrar en el radio de tiro de las armas automáticas estadounidenses, entre ellas varias ametralladoras con enfriamiento líquido, pero aun así el avance continuó. Los cañones del 221.º Batallón de Artillería de Costa (AA) y el 99.º Batallón de Artillería de Campaña dispararon toda la noche, tratando de romper el avance japonés sobre Porlaka. Poco después de la medianoche, barcazas japonesas trataron de cruzar Hyane Harbour pero se encontraron con el fuego e las baterías antiaéreas y no pudieron alcanzar las posiciones estadounidenses. Una posición de un cañón Bofors de 40 mm fue capturado por los japoneses, quienes fueron repelidos por los Seabees.
Los soldados observaron un cambio en las tácticas japonesas. En lugar de infiltrarse silenciosamente, avanzaron a través de la brecha, conversando y en algunos casos cantando. Su avance los llevó directamente sobre minas antipersonales y cazabobos, las cuales explotaron, y luego sobre el fuego de las armas automáticas de los estadounidenses, incluyendo varias ametralladoras M1917 Browning del calibre .30, pero su avance continuó. Los cañones del 211.º Batallón de Artillería Costera y el 99.º Batallón de Artillería de Campo estuvieron disparando toda la noche, intentando detener el ataque japonés desde Porlaka. Poco después de la medianoche, barcazas japonesas intentaron cruzar la Bahía Hyane pero fueron repelidas por baterías antiaéreas y no alcanzaron las posiciones estadounidenses. Un cañón Bofors de 40 mm fue capturado por los japoneses, quienes por su parte fueron repelidos por los Seabees. Los artilleros de la 5.ª División de Infantería que estaban operando los cañones de .30 mm apilaron soldados japoneses muertos hasta que tuvieron que trasladarse para poder tener una perspectiva clara para disparar. Uno de los cañones Browning que mantuvo su posición luego fue dejado allí como un monumento. El sargento Troy McGill ocupó un muro de contención con su escuadrón de ocho hombres. Todos murieron con excepción de McGill y otro soldado, al que ordenó replegarse al siguiente muro. McGill disparó su rifle hasta que se averió, y luego golpeó a los japoneses con la culata del mismo hasta que finalmente murió. Por estas acciones recibió la Medalla de Honor a título póstumo.
Al llegar el amanecer, la acometida japonesa había terminado. Para aquel entonces había más de 750 japoneses muertos sobre y alrededor de las posiciones estadounidenses. No se hicieron prisioneros. Las bajas estadounidenses fueron de 61 muertos y 244 heridos, incluyendo a los nueve muertos y 38 heridos de los Seabees. El 2.º Escuadrón,5.º de Caballería y el 40.º Batallón de Construcción Naval recibieron Menciones Presidenciales. El general Chase luego solicitó una entrega aérea de municiones, de las que se había hecho un gasto excepcional la noche anterior, y ordenó al Warramunga que bombardease el sendero.

### Captura de Seeadler Harbor

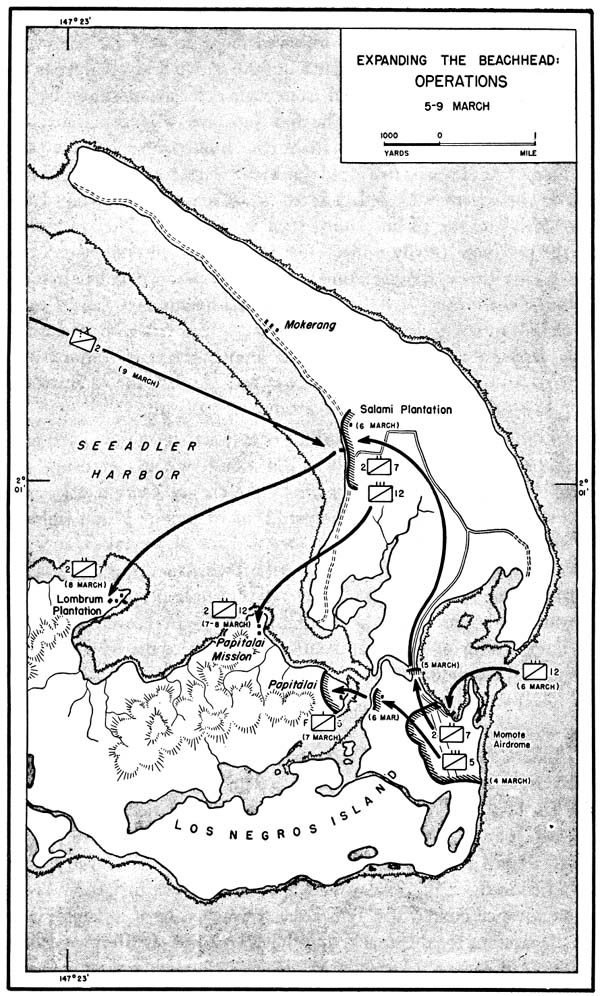
Operaciones en Los Negros entre el 5 y el 7 de marzo de 1944.

La mañana del 4 de marzo vio la llegada del 2.º Escuadrón, 7.º de Caballería, que relevó al 2.º Escuadrón, 5.º de Caballería. El día siguiente el mayor general Innis P. Swift, el comandante de la 1.ª División de Caballería, llegó a bordo del buque USS Bush y asumió el mando. Ordenó al 2.º Escuadrón, 7.º de Caballería que lanzase un ataque al otro lado del sendero.